# Juan A. Trujillo
Juan A. Trujillo war ein uruguayischer Politiker.
Trujillo gehörte der Partido Colorado an und saß als stellvertretender Abgeordneter für das Departamento Salto in der 33. Legislaturperiode vom 1. Juni 1938 bis zum 14. April 1941 in der Cámara de Representantes.